# Jamalpur
Jamalpur là một thành phố và khu đô thị của quận Munger thuộc bang Bihar, Ấn Độ.

## Địa lý
Jamalpur có vị trí 25°18′B 86°30′Đ / 25,3°B 86,5°Đ Nó có độ cao trung bình là 151 mét (495 feet).

## Nhân khẩu
Theo điều tra dân số năm 2001 của Ấn Độ, Jamalpur có dân số 96.659 người. Phái nam chiếm 53% tổng số dân và phái nữ chiếm 47%. Jamalpur có tỷ lệ 73% biết đọc biết viết, cao hơn tỷ lệ trung bình toàn quốc là 59,5%: tỷ lệ cho phái nam là 80%, và tỷ lệ cho phái nữ là 65%. Tại Jamalpur, 14% dân số nhỏ hơn 6 tuổi.